# Рогізка
Рогі́зка — село в Україні, у Чечельницькій селищній громаді Гайсинського району Вінницької області, за 3 км від станції Яланець 2.

## Географія
Селом протікає річка Рогізка, ліва притока Саврані.

## Історія

### Виникнення
Перші згадки про село Рогізку стосуються 1778 року, але виникло воно безумовно раніше. Згідно з переказами невеличке поселення засноване козаками після знищення Запорізької Січі 1775 р., що розселилися по обидва боки невеличкої річечки, долина якої заросла рогозою та очеретом. Очевидно звідси й назва поселення «рогізка».
На підвищеннях на захід від села знайдено пам'ятки культури IV—III тисячоліть до нашої ери: кам'яна сокира, знаряддя з кременю, гончарні вироби, бронзові та залізні речі (залізні наконечники, стріли), монети Римсько-Візантійського карбування тощо. Отже, ймовірно заселення даної території відбувалося і в давніші часи.

### Панщина
У XVIII ст. село належало поміщикові Любомирському, а пізніше поміщикам Юркевичам та Орловим. Панування призвело до розорення селянських мас, погіршення їхнього матеріального становища, про що свідчать масові переселення селян в південні райони. Так, у 90-х роках XIX ст. 20 сімей переселилося на територію сучасного Балтського району Одеської області. Значна частина селян взагалі не мала землі і наймалась на роботу до поміщиків.
Після проведення земельної реформи селяни надіялись, що їхня мрія одержати землю здійсниться, але поміщики провели цю реформу на свою користь, відібравши в селян найкращі общинні землі, а селянам відрізали гірші. Селяни різко виступили проти свавілля. Озброївшись палками, вивели зі сходу старосту села і заявили, що не пустять нікого в поле, доки поміщики не віддадуть тієї землі, якої вони вимагають. Справа дійшла до того, що подільський губернатор, дізнавшись про виступ, доповів міністру внутрішніх справ і вислав сюди військовий загін. Декількох селян, обвинувачених у підбурюванні, було заарештовано і ув'язнено. Злидні і голод, поширювані хвороби і неписьменність — так жило село.
Поміщики навмисне відштовхували селян від знань і культури. Медичної допомоги майже ніхто не одержував, багато дітей помирало.

### Шкільна освіта
Відкриття першої школи для селянських дітей випадає приблизно до 1870. у цій церковноприходській школі в пристосованій селянській хаті навчалось близько 30 учнів. Одним із перших вчителів був Рачинський Макар. Скоро відкрилась ще одна школа на 20 учнів, приміщення для якої селяни наймали за свої кошти. У ній працювали Микитенко Варвара Степанівна, пізніше Скалецький Сидір Павлович. Але ще близько 80 % селян були неписьменними.
У 1909 році земство побудувало нове приміщення школи на одну кімнату і квартиру для вчителя Комара Андрія Варфоломійовича. У цій трикласній школі одночасно до 50 дітей вивчало російську мову, релігію і арифметику.

### Радянський переворот
1919 року в селі було створено комнезам, який розподілив поміщицькі землі між селянськими дворами залежно від складу сім'ї. 1923 року в користуванні селян було 2545 га землі.
Під час спроб встановити незалежну Україну селяни співпрацювали з комуністами.
1923-го організовано споживчу кооперацію. У селі відкрилась пристосована чотирикласна початкова трудова школа, хата-читальня. Число учнів сягало 110. Тоді ж організовано лікнеп, яким керував Підосичник Артем Іванович. Завідував початковою школою до 1932 року Мазуренко Григорій Іванович. Наочних посібників не було.

### Колективізація
У 1924 році обрано першу сільраду, яку аж до 1939 року очолював моряк балтійського флоту, активний учасник жовтневого перевороту Олійник Апатій Макарович. Весною 1926 року членами комнезаму при активній допомозі сільради створено колгосп «Червоний прапор».
У березні 1929 року селяни зробили спробу розігнати ТСОЗ і завадити колективізації. Однак загони міліції придушили цей заколот.
У 1932–34 рр. створено ще три колгоспи: «Жовтнева перемога», «Червона зірка», «Четвертий завершальний». Внаслідок цього колективізацією було охоплено близько 97 % дворів. Колгоспи швидко міцніли. На роботу в колгоспи були направлені спеціалісти сільського господарства. В кожному колгоспі почали працювати клуби, бібліотеки, створено комсомольські осередки, які організовували дозвілля колгоспників, випускали стінгазети тощо.
1932-го початкову школу реорганізовано в семирічну школу колгоспної молоді. 1935 року був перший випуск учнів 7-го класу в кількості 24 людини. Це були переважно юнаки і юнки 17-18-річного віку. Частина юнаків пішла навчатись в Ольгопільську середню школу, в інші навчальні заклади, решта залишилась працювати в колгоспі.
До 1937 року навчання проводилось в дві зміни в шести будинках. Про навчальні кабінети і мови не було. В 1937 році при допомозі громадськості і держави побудовано двоповерхове приміщення семирічної школи на 9 класних кімнат. Число учнів досягло 400, їх навчали 15 вчителів. Значно поліпшилась навчально-матеріальна база школи, було обладнано фізичний і хімічний кабінети, бібліотеку з книжковим фондом близько 1000 примірників. Успішно здійснювався закон про загальнообов'язкове семирічне навчання.

### Друга світова війна
27 липня 1941 року село окупували німецько-румунські війська. Хліб, худобу та інші продукти вивозили до Німеччини. У селі діяла підпільна партійно-більшовицька група по боротьбі з окупантами.
13 березня 1944 року німці залишили село Рогізку. 14 березня зі сторони с. Яланець вулицею Садовою з'явилися перші радянські розвідники на конях.
15 березня село зайняла Червона армія. Збройних сутичок із німецькими військами на території села не було. Короткочасним боєм Радянські війська примусили противника відступати в бік Чечельника і Ольгополя. З війни не повернулося 235 осіб, нагороджено орденами і медалями 144 людини.

### Пізній СРСР
Одразу ж після поновлення радянської «влади» жителі села взялися за відбудову колгоспного господарства. У квітні 1944 року розпочалося навчання дітей у школі. Не було жодного трактора, молотарки, коней було дуже мало, майже всі чоловіки були на фронті. Основні роботи лягли на плечі жінок, підлітків та людей похилого віку. Доводилось використовувати корів як тяглову силу, вручну косили, молотили, скирдували.
1949 року відкрився сільський клуб, бібліотека, частіше стали демонструвати кінофільми, організовувались виступи художньої самодіяльності.
1951 року колгоспи «Жовтнева перемога» і «Червона зірка» об'єдналися в один — «Заповіт Ілліча», а 1952-го колгоспи «Червоний прапор» і «Четвертий завершальний» — в колгосп «Червоний прапор». Колгоспи економічно і організаційно міцніли, підвищилися врожаї, продуктивність тваринництва. Зросли неподільні фонди колгоспів, підвищився матеріальний і культурний рівень колгоспників.
1958 року відбулося об'єднання двох колгоспів в один — «Вогні комунізму». Посівна площа об'єднаного колгоспу склала 2780 га. На час об'єднання поголів'я великої рогатої худоби становило 773 голови, зокрема 250 корів; 920 свиней.
Після укрупнення і організаційного зміцнення колгоспу артілі домоглися значного підвищення врожайності зернових і технічних культур, і підвищилась продуктивність тваринництва. Колгосп побудував декілька тваринницьких приміщень, придбав агрегати сільськогосподарської техніки, збільшилось поголів'я ВРХ, свиней, птиці. Збудовано вальцевий млин, прокладено 4 км шосейної дороги.
У 1963 р. колгосп «Вогні комунізму» побудував в селі Тарасівка початкову школу на дві класних кімнати, де навчалось 30 учнів. За повоєнні роки змінилося обличчя села. Майже все село електрифіковано.
В 1969 році в селі проживало 2117 чол., в тому числі по с. Рогізка — 1841 чол. і с. Тарасівка — 276 чол. У загальному числі населення чоловіків — 906, жінок — 1265. На території села розташований колгосп «Вогні комунізму». За артіллю закріплено 3263 га землі. Колгосп має зерново-буряковий із розвиненим м'ясо-молочним тваринництвом напрямок. Під зерновими культурами зайнято 53 % орної землі, під технічними 20 %, іншими культурами 24,5 %, під садом та виноградником — 2,5 %.
В колгоспі працювало 19 тракторів, 17 комбайнів, 14 вантажних автомашин. На фермах 1047 голів ВРХ, в тому числі корів — 420 гол. Свиней, 1340, овець — 165 голів, птиці 7250 голів. 1989 року почав працювати новий палац культури.

### У незалежній Україні
1993 року двоповерхове приміщення школи, побудоване 1937 року, комісія визнала аварійним, і 1994-го діти перейшли навчатись до приміщень сільського будинку культури та контори КСП «Поділля». І цього ж року колгосп почав перебудову незакінченої будівлі дитсадка під школу. У 1998—2003 роках тут було збудовано школу.
На початку XXI ст., у зв'язку з проведенням земельної реформи, перестав існувати колгосп, землі розпайовано між мешканцями.
З 2007-го знову відновив роботу дитячий садок, який майже десять років не працював. 2012 року сільрада почала роботи з освітлення села, впорядкування кладовища, частково доріг, будинку культури.
12 червня 2020 року, відповідно розпорядження Кабінету Міністрів України № 707-р «Про визначення адміністративних центрів та затвердження територій територіальних громад Вінницької області», село увійшло до складу Чечельницької селищної громади.
17 липня 2020 року, в результаті адміністративно-територіальної реформи і ліквідації Чечельницького району, село увійшло до складу Гайсинського району.

## Населення
Згідно з переписом УРСР 1989 року чисельність наявного населення села становила 1287 осіб, з яких 536 чоловіків та 751 жінка.
За переписом населення України 2001 року в селі мешкало 1158 осіб.

### Мова
Розподіл населення за рідною мовою за даними перепису 2001 року:
| Мова       | Відсоток |
| ---------- | -------- |
| Українська | 99,06 %  |
| Російська  | 0,68 %   |
| Молдовська | 0,17 %   |

## Транспорт
За 3 км від села розташована станція Яланець 2. Там двічі на добу зупиняється вузькоколійний поїзд Рудниця — Гайворон.

## Відомі люди
- Академік, завідувач кафедри аграрного бізнесу Тернопільської академії І. Г. Яремчук.